# Крошечкин-Крошицкий, Михаил Потапович
Михаил Потапович Крошечкин-Крошицкий (1870, Севастополь, Таврическая губерния — 1935, Севастополь, Крымская АССР) — российский и советский художник. Член Ассоциации художников революционной России.

## Биография
Родился в 1870 году в Севастополе. Отец - Потап Фомич Крошицкий матрос, участник Синопского сражения и обороны Севастополя 1854—1855 годов. Дядя художника М. П. Крошицкого. Окончил Императорскую Академию художеств в Санкт-Петербурге (1906). Жил в Харькове, где издавал открытки. В 1908 году выполнил иконостас для церкви при харьковской 4-й мужской гимназии, который являлся копиями работ Виктора Васнецова и Михаила Нестерова с Владимирского собора в Киеве.
Являлся членом Кружка харьковских художников (1900—1908), Товарищества передвижных художественных выставок (1902), Санкт-Петербургского общества художников (1904—1912). В 1905 году стал одним из основателей Общества харьковских художников, где являлся членом до 1918 года.
В 1921 году вернулся в Севастополь. Был одним из основателей и первым главой севастопольского отделения Ассоциации художников революционной России (1923—1931). Преподавал в изостудии при севастопольском Доме офицеров флота.
Автор пейзажей и портретов. Ряд работ посвящены революции 1905—1907 годов в России, в частности «Инвалиды» (1905), «На улице 18 октября 1905 г.» (1906), «Выборы в Думу» (1907). Среди других его работ: «Северная сторона Севастополя» (1916), «Балаклавские рыбаки» (1924), «Цыганская слободка» (1928), «Сушка парусов Балаклавского рыболовецкого колхоза» (1928). Участник выставки «Искусство советского Крыма» в Государственном музее восточных культур (1935).
Скончался в 1935 году в Севастополе. Работы Крошечкина-Крошицкого хранятся в Музее-заповеднике героической обороны и освобождения Севастополя и Севастопольском художественном музее имени М. П. Крошицкого. Картина «Крымская татарка» находится в Винницком областном художественном музее.

Картины
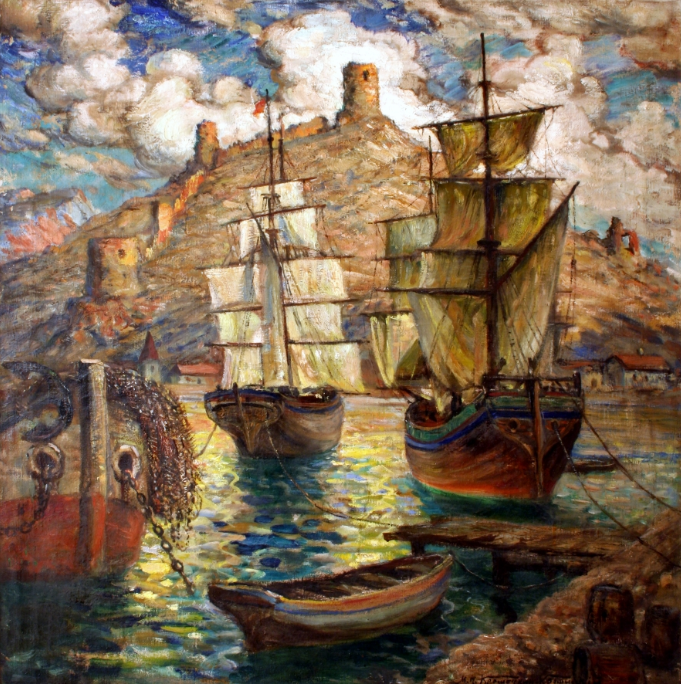
Сушка парусов
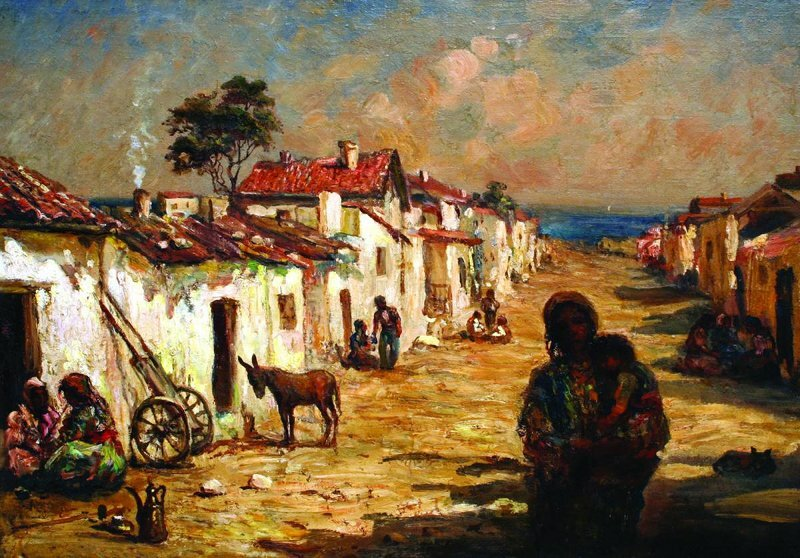
Цыганская слободка